# Guinkirchen
Guinkirchen [ɡinkiʁʃən] est une commune française située dans le département de la Moselle, en région Grand Est.

## Géographie
| Burtoncourt           | Mégange     | Gomelange   |
|                       | Guinkirchen | Roupeldange |
| Charleville-sous-Bois | Hinckange   |             |

Guinkirchen est située dans le bassin de vie de la Moselle-Est.

### Hydrographie
La commune est située dans le bassin versant du Rhin au sein du bassin Rhin-Meuse. Elle est drainée par la Nied et l'Ellbach.
La Nied, d'une longueur totale de 96,7 km, prend sa source dans la commune de Marthille, traverse 47 communes françaises, puis poursuit son cours en Allemagne où elle se jette dans la Sarre.
L'Ellbach, d'une longueur totale de 14,3 km, prend sa source dans la commune de Obervisse et se jette  dans la Nied à Hinckange en limite avec Guinkirchen, après avoir traversé sept communes.

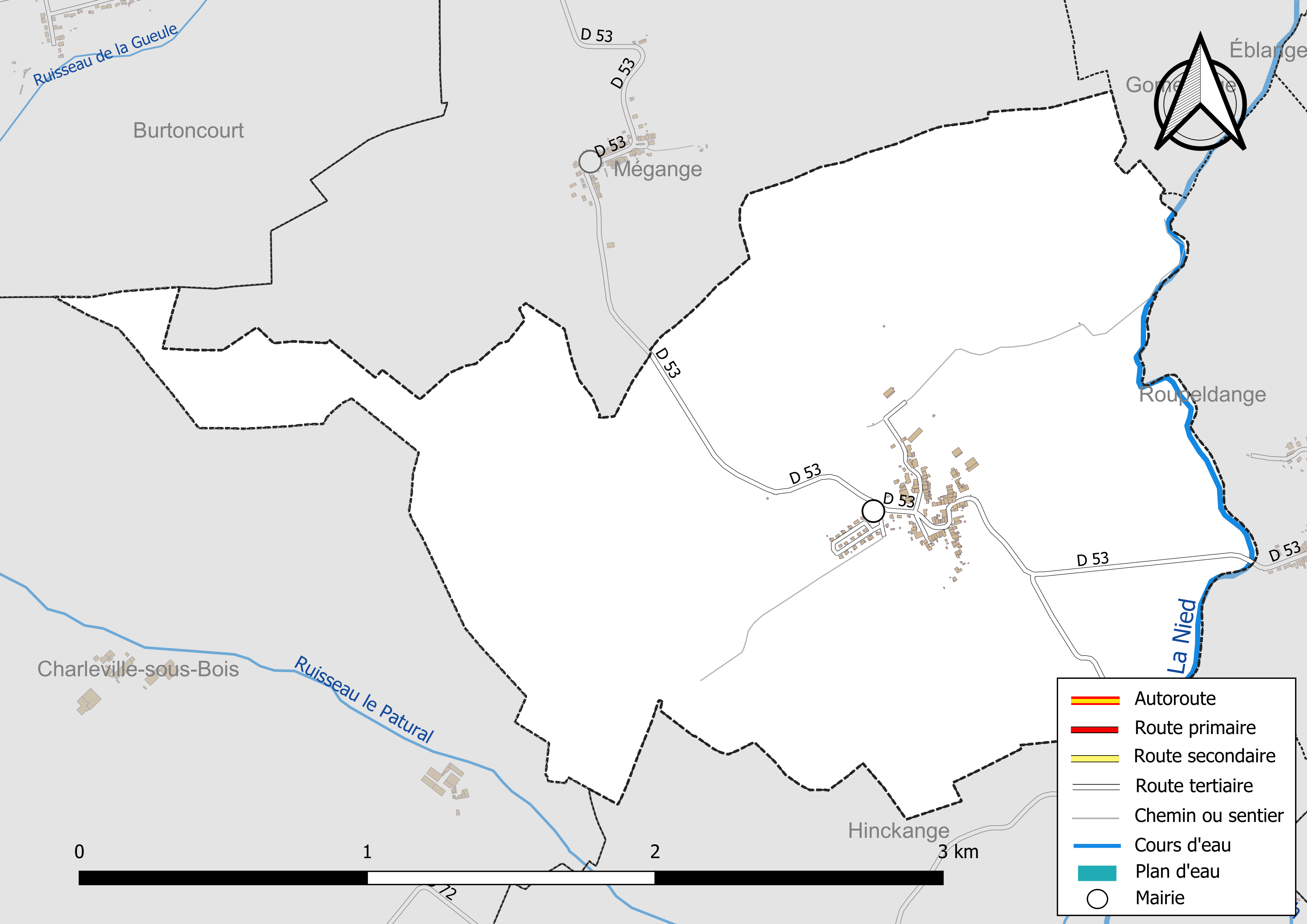
Réseaux hydrographique et routier de Guinkirchen.

La qualité de la Nied et du ruisseau l'Ellbach peut être consultée sur un site spécial géré par les agences de l'eau et l'Agence française pour la biodiversité.

### Climat
Pour des articles plus généraux, voir Climat du Grand Est et Climat de la Moselle.
En 2010, le climat de la commune est de type climat des marges montargnardes, selon une étude du Centre national de la recherche scientifique s'appuyant sur une série de données couvrant la période 1971-2000. En 2020, Météo-France publie une typologie des climats de la France métropolitaine dans laquelle la commune est exposée à un climat semi-continental et est dans la région climatique  Lorraine, plateau de Langres, Morvan, caractérisée par un hiver rude (1,5 °C), des vents modérés et des brouillards fréquents en automne et hiver. 
Pour la période 1971-2000, la température annuelle moyenne est de 9,8 °C, avec une amplitude thermique annuelle de 16,9 °C. Le cumul annuel moyen de précipitations est de 805 mm, avec 11,9 jours de précipitations en janvier et 9,2 jours en juillet. Pour la période 1991-2020, la température moyenne annuelle observée sur la station météorologique de Météo-France la plus proche, « Malancourt », sur la commune d'Amnéville à 23 km à vol d'oiseau, est de 10,2 °C et le cumul annuel moyen de précipitations est de 884,1 mm. 
La température maximale relevée sur cette station est de 39,3 °C, atteinte le 25 juillet 2019 ; la température minimale est de −17,9 °C, atteinte le 5 janvier 1985,,. 
Les paramètres climatiques de la commune ont été estimés pour le milieu du siècle (2041-2070) selon différents scénarios d'émission de gaz à effet de serre à partir des nouvelles projections climatiques de référence DRIAS-2020. Ils sont consultables sur un site spécial publié par Météo-France en novembre 2022.

## Urbanisme

### Typologie
Au 1er janvier 2024, Guinkirchen est catégorisée commune rurale à habitat dispersé, selon la nouvelle grille communale de densité à sept niveaux définie par l'Insee en 2022.
Elle est située hors unité urbaine. Par ailleurs la commune fait partie de l'aire d'attraction de Metz, dont elle est une commune de la couronne,. Cette aire, qui regroupe 245 communes, est catégorisée dans les aires de 200 000 à moins de 700 000 habitants,.

### Occupation des sols
L'occupation des sols de la commune, telle qu'elle ressort de la base de données européenne d’occupation biophysique des sols Corine Land Cover (CLC), est marquée par l'importance des territoires agricoles (85,3 % en 2018), une proportion identique à celle de 1990 (85,3 %). La répartition détaillée en 2018 est la suivante : 
prairies (46,2 %), terres arables (29,9 %), forêts (9,9 %), zones agricoles hétérogènes (9,2 %), zones urbanisées (4,9 %). L'évolution de l’occupation des sols de la commune et de ses infrastructures peut être observée sur les différentes représentations cartographiques du territoire : la carte de Cassini (XVIIIe siècle), la carte d'état-major (1820-1866) et les cartes ou photos aériennes de l'IGN pour la période actuelle (1950 à aujourd'hui).

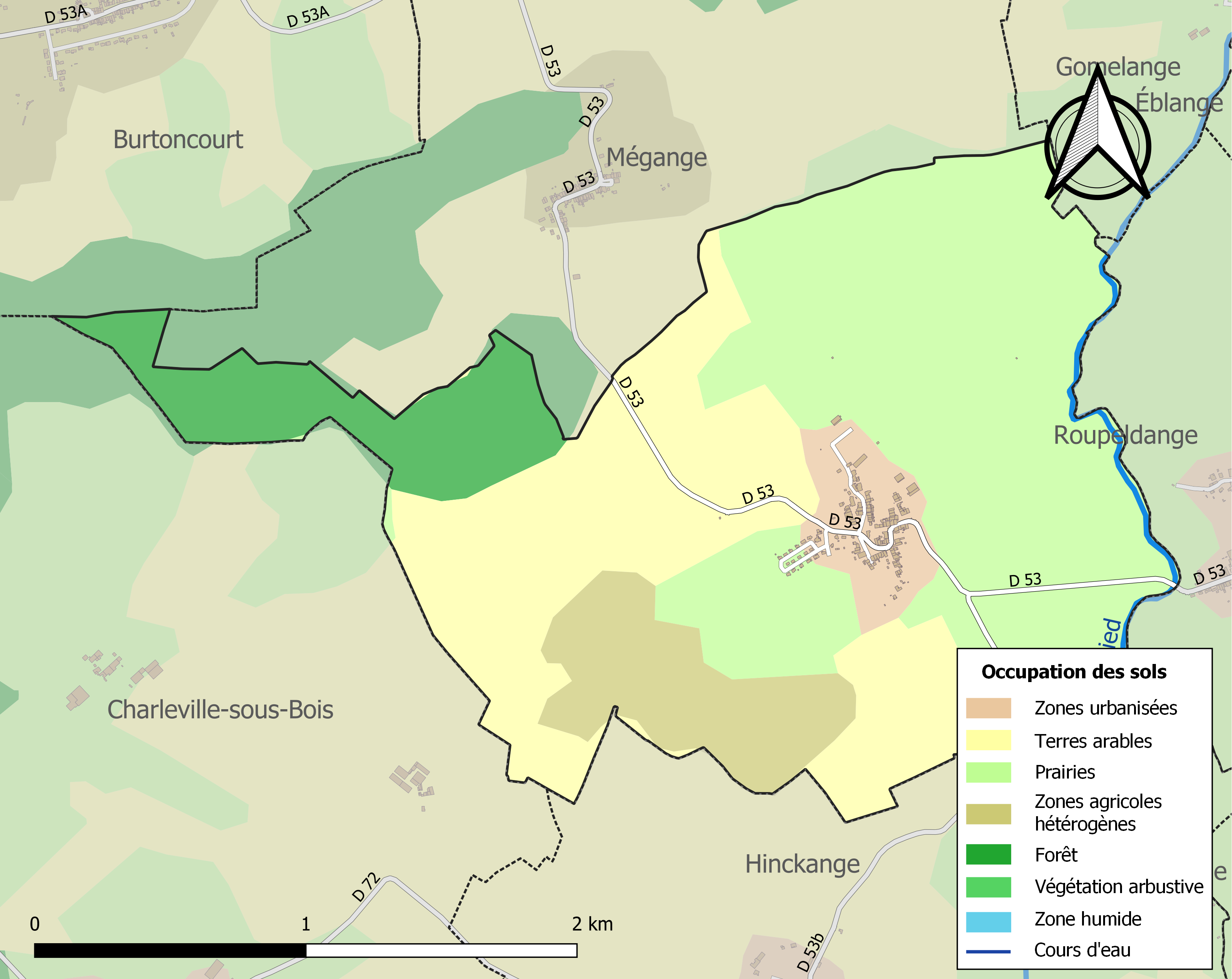
Carte des infrastructures et de l'occupation des sols de la commune en 2018 (CLC).

## Toponymie
- Genkiriche (1148), Gankirke (1199), Genchirche et Genckirche (1270), Gankerken (1271), Gainkirke (1295), Gankerke (1300), Gankyrch (1307), Gankierke (1311), Gaukirchen (1322), Gamquierch (1357), Ganckirched et Ganckirke (1361), Gainquirchien et Gainkirchen (XVe siècle), Guenkierchen (1461), Genkirchen (1467), Guenckkierchen by Bolchen (1487), Genkirchen et Genchierchien (1544), Ginkerken et Guincherchen (1587), Guaniguerchen (1619), Gangretienne (1681), Genkerken (1690), Gaukirchen (1695), Guin ou Gehinkirchen (XVIIIe siècle), Gaukerchen (1707), Genkerquien (1736), Guenkirchen (1793 et 1801).
- En allemand : Gehnkirchen[15]. En francique lorrain : Gängkerchin.

## Histoire
- Ancien fief de l'évêché qui eut de nombreux seigneurs dont les comtes de Boulay, les sires de Varize, Breton de la Touche et finalement le marquis de Custine.
- Était siège d'une cure dépendant de l'abbaye de Longeville-les-Saint-Avold, faisant partie de l'archiprêtré de Varize.
- Faisait partie du bailliage de Boulay de 1751 à 1789.

## Politique et administration
| Période   | Période   | Identité        | Étiquette | Qualité |
| --------- | --------- | --------------- | --------- | ------- |
| mars 1977 | mars 1995 | Maurice Crauser |           |         |
| mars 1995 | mars 2008 | Joseph Jacob    |           |         |
| mars 2008 | En cours  | André Isler     |           |         |

## Démographie
L'évolution du nombre d'habitants est connue à travers les recensements de la population effectués dans la commune depuis 1793. Pour les communes de moins de 10 000 habitants, une enquête de recensement portant sur toute la population est réalisée tous les cinq ans, les populations de référence des années intermédiaires étant quant à elles estimées par interpolation ou extrapolation. Pour la commune, le premier recensement exhaustif entrant dans le cadre du nouveau dispositif a été réalisé en 2005.

En 2022, la commune comptait 143 habitants, en évolution de −7,14 % par rapport à 2016 (Moselle : +0,52 %, France hors Mayotte : +2,11 %).
| 1793 | 1800 | 1806 | 1821 | 1836 | 1841 | 1861 | 1866 | 1871 |
| ---- | ---- | ---- | ---- | ---- | ---- | ---- | ---- | ---- |
| 328  | 241  | 414  | 631  | 435  | 469  | 416  | 403  | 375  |

| 1875 | 1880 | 1885 | 1890 | 1895 | 1900 | 1905 | 1910 | 1921 |
| ---- | ---- | ---- | ---- | ---- | ---- | ---- | ---- | ---- |
| 353  | 357  | 334  | 304  | 269  | 244  | 258  | 254  | 205  |

| 1926 | 1931 | 1936 | 1946 | 1954 | 1962 | 1968 | 1975 | 1982 |
| ---- | ---- | ---- | ---- | ---- | ---- | ---- | ---- | ---- |
| 203  | 178  | 202  | 197  | 198  | 178  | 159  | 139  | 149  |

| 1990 | 1999 | 2005 | 2006 | 2010 | 2015 | 2020 | 2022 | - |
| ---- | ---- | ---- | ---- | ---- | ---- | ---- | ---- | - |
| 156  | 139  | 183  | 186  | 184  | 156  | 147  | 143  | - |

## Lieux et monuments
- Moulin en ruine de Flasgarten, jadis un des plus beaux du pays[réf. nécessaire].

## Édifice religieux

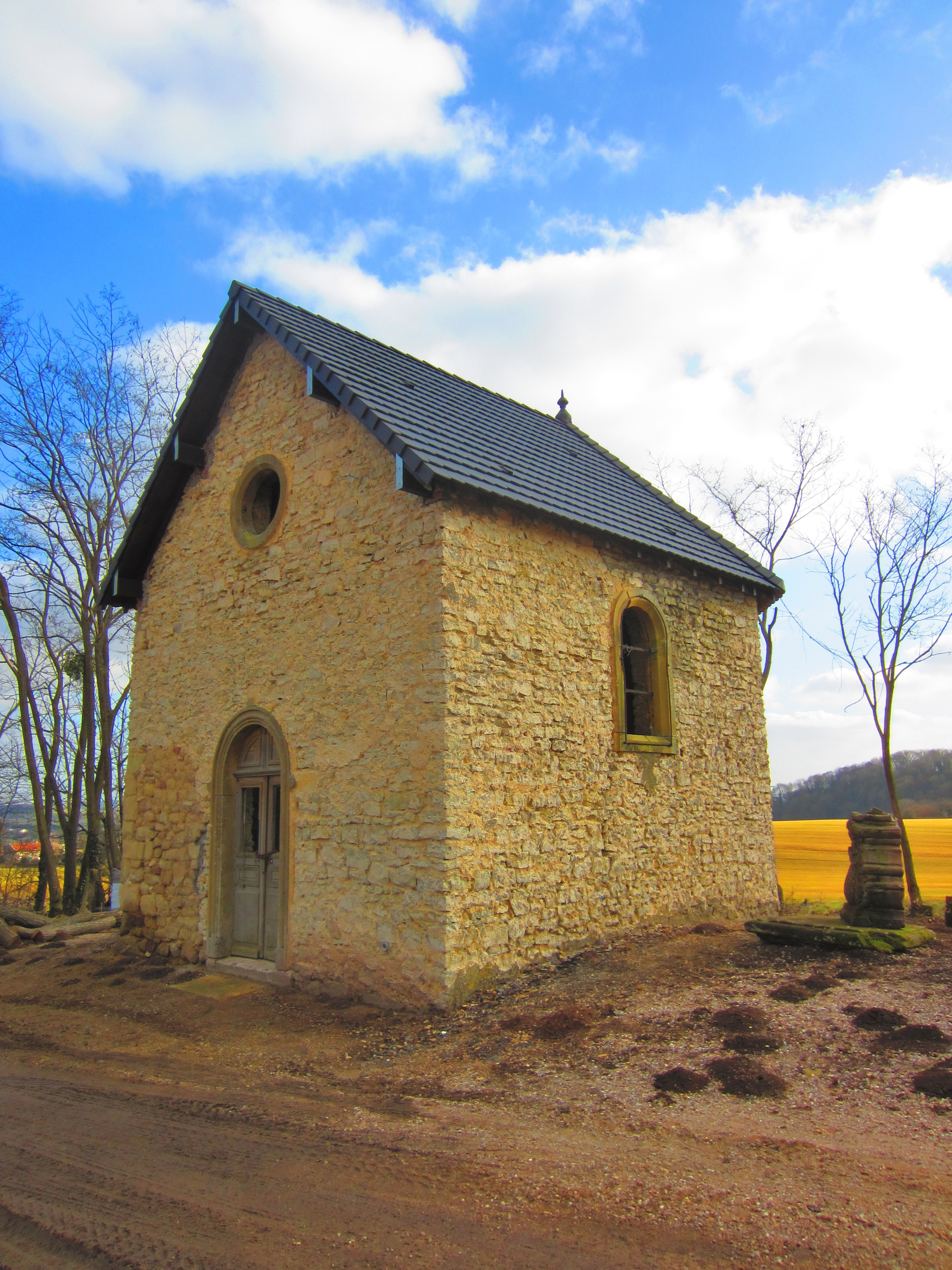
Chapelle du choléra 1850.

- Église Saint-Maurice avec clocher roman XIIe siècle, orientée l'église et reconstruite en 1779, trois nefs depuis 1903 : plafond basilical, boiseries XVIIIe siècle.
- Chapelle du choléra 1850.
- Deux calvaires monumentaux à cinq et sept statues, dont une pietà 1757.

### Articles de Wikipédia
- Communes de la Moselle
- Anciennes communes de la Moselle